# Kisaura
Kisaura is een geslacht van schietmotten van de familie Philopotamidae.

## Soorten
- K. acirtemisa (H Malicky & P Chantaramongkol, 1993)
- K. adamickai CH Sun & H Malicky, 2002
- K. alveiformis CH Sun, 2007
- K. aurascens (AV Martynov, 1934)
- K. borealis (N Kuhara, 1999)
- K. cina (H Malicky & P Chantaramongkol, 1993)
- K. consagia (H Malicky & P Chantaramongkol, 1993)
- K. dichotoma N Kuhara & TI Arefina, 2004
- K. eteokles CH Sun & H Malicky, 2002
- K. euandros CH Sun & H Malicky, 2002
- K. eumaios CH Sun & H Malicky, 2002
- K. euphemos CH Sun & H Malicky, 2002
- K. filiformis W Mey, 1996
- K. hattorii (N Kuhara, 1999)
- K. imparis JM Hur & JC Morse, 2006
- K. inflata C Sun, 2007
- K. intermedia (DE Kimmins, 1955)
- K. laban H Malicky & P Chantaramongkol, 2009
- K. lanceolata (C Sun, 1997)
- K. longaria W Mey, 1996
- K. longispina (DE Kimmins, 1955)
- K. maia H Malicky, 2007
- K. minakawai TI Arefina, 2005
- K. minchiensis (LP Hsu & CS Chen, 1996)
- K. moselyi (DE Kimmins, 1955)
- K. niitakaensis (M Kobayashi, 1973)

- K. nozakii (N Kuhara, 1999)
- K. obrussa (HH Ross, 1956)
- K. ophir H Malicky & T Prommi, 2009
- K. pectinata (HH Ross, 1956)
- K. pelag H Malicky & P Laudee, 2009
- K. rossi (DE Kimmins, 1955)
- K. scicca (H Malicky, 1993)
- K. schimplzichta (H Malicky, 1995)
- K. sura (H Malicky & P Chantaramongkol, 1993)
- K. surasa (H Malicky & P Chantaramongkol, 1993)
- K. teisiphone H Malicky, 2007
- K. tsudai (L Botosaneanu, 1970)
- K. venusta (H Malicky & P Chantaramongkol, 1993)
- K. verecunda (H Malicky & P Chantaramongkol, 1993)
- K. yangae CH Sun & FR Gui, 2001